# Lookout
Lookout – jednostka osadnicza w Stanach Zjednoczonych, w stanie Kalifornia, w hrabstwie Modoc.